# 神奈川県立向の岡工業高等学校
神奈川県立向の岡工業高等学校（かながわけんりつ むかいのおかこうぎょうこうとうがっこう）は、神奈川県川崎市多摩区堰に所在する公立の工業高等学校。略称は向高(むかこう)。

## 設置学科
全日制課程
- 機械科
- 建設科
- 電気科

定時制課程
- 総合学科（単位制）
  - 工業技術系列
  - 情報技術系列
  - 人文国際系列

## 沿革
- 1961年10月　神奈川県立向ヶ丘工業高等学校設立公示
- 1961年12月　神奈川県立川崎工業高等学校（現在の神奈川県立川崎工科高等学校）に仮校舎開設
- 1962年2月　神奈川県立学校設置規則一部改正により校名を「神奈川県立向の岡工業高等学校」に改められる
- 1962年3月　校章制定　第一期工事起工式
- 1962年4月　昭和37年度第1回入学式挙行
- 1962年12月　仮校舎より川崎市堰334番地の新校舎移転
- 1967年6月　創立5周年記念式典挙行
- 1971年11月　創立10周年記念式典挙行
- 1982年1月　創立20周年記念式典挙行
- 1991年10月　創立30周年記念式典挙行
- 2001年10月　創立40周年記念誌発行
- 2011年10月　創立50周年記念式典挙行
- 2014年2月　新校舎完成
- 2018年　全国高等学校相撲選手権大会(インターハイ) 3位入賞
- 2019年　全国高等学校相撲選手権大会(インターハイ) 3位入賞(2年連続)
- 2021年10月　創立60周年記念誌発行
- 2024年　カリキュラムに｢総合的な探求｣の時間を追加[1]
- 2024年6月　 令和５年度神奈川県高等学校総合体育大会スポーツクライミング大会 団体戦三冠

## 部活動
ここでは全26の部活動のほか、2つの同好会について記述する。

### 運動部
- No.1　サッカー部
- No.2　ハンドボール部
- No.3　野球部
- No.4　陸上競技部
- No.5　空手道部
- No.6　剣道部
- No.7　柔道部
- No.8　卓球部
- No.9　バスケットボール部
- No.10　バドミントン部
- No.11　バレーボール部
- No.12　弓道部
- No.13　山岳部
- No.14　ソフトテニス部
- No.15　水泳部
- No.16　相撲部

### 文化部
- No.17　吹奏楽
- No.18　軽音楽部
- No.19　美術部
- No.20　写真部
- No.21　放送部
- No.22　アマチュア無線部
- No.23　自動車部
- No.24機械研究部
- No.25　パソコン部
- No.26　鉄道研究部

### 同好会
- No.27　硬式テニス
- No.28　模型

## 交通
- JR南武線｢久地駅｣ 徒歩10分

## 著名な関係者

### 卒業生
- 安藤政信 - 俳優
- 友風想大 - 大相撲力士
- 平沢信夫 - 俳優
- 井戸実 - 実業家
- 松原由昌 - プロ野球選手
- 森田修一 - 元陸上競技選手[2]・現日清食品グループ陸上競技部監督[3]

### 教職員
- 春口廣

### その他
- 岡本太郎 創立20周年に作品｢午後の日｣を寄贈[4]